# Ершов, Василий Семёнович
Василий Семёнович Ершов (1672 — после 1729) — думный дьяк (1692), российский государственный деятель, исполнял обязанности московского губернатора, затем был вице-губернатором.

## Биография
Доподлинно о детстве и юношестве В. С. Ершова ничего неизвестно.  
Думный дьяк (1692). С 1704 по 1709 год пребывал в должности судьи канцелярии дворцовых дел. Обер-комиссар Кавалерии (1709). Затем в его ведение перешёл Конюшенный приказ. 22 февраля 1711 года стал управляющим Московской губернией, вместо губернатора Стрешнева, назначенного в Сенат.
В январе 1712 года, из-за «низкого» происхождения, был назначен только вице-губернатором. Одновременно судья Поместного приказа (1711—1719). После смерти губернатора М. Г. Ромодановского, с января по июль 1713 года он возглавлял губернскую канцелярию. В 1714 году Сенат издал указ, запрещавший вице-губернаторам руководить делами без разрешения непосредственного начальника. Через год, Ершов публично обвинил губернатора Салтыкова в казнокрадстве, что подтвердилось. Салтыков был отстранен от должности.
В 1721—1723 годах был начальником Монастырского приказа. В 1727 году был арестован, как соратник князя Меншикова. В 1729 году постригся в монахи в Переславле-Залесском.